# ماكس ميلر (عازف جاز)
ماكس ميلر (بالإنجليزية: Max Miller)‏ هو عازف جاز أمريكي، ولد في 17 نوفمبر 1911 في إيست شيكاغو في الولايات المتحدة، وتوفي في 13 نوفمبر 1985 في شوني في الولايات المتحدة.

## وصلات خارجية
- ماكس ميلر على موقع ميوزك برينز (الإنجليزية)